# 前木孝洋
前木 孝洋（まえき たかひろ、Takahiro Maeki）は、日本の医師、医学者。札幌市保健所 感染症総合対策課 担当部長。学位は博士（医学）（神戸大学・2014年）。専門は ウイルス学、感染症学など。

## 経歴・人物
1998年、大阪大学医学部医学科へ入学。2004年、同大卒業。2004年から2010年まで臨床医として勤務した後、2010年からウイルス・感染症等を学ぶ為に神戸大学大学院医学研究科 医科学専攻へ進学。2014年、同院修了、博士（医学）取得。2016年に厚生労働省 国立感染症研究所 ウイルス第一部第二室 主任研究官として着任。2024年4月より札幌市役所保健福祉局 保健所感染症総合対策課 担当部長に着任した。北海道民、札幌市民などの感染症の対応に尽力している。

## 所属学会
- 日本臨床ウイルス学会 など